# Dypvågs kyrka
Dypvågs kyrka (norska: Dypvåg kirke) är en kyrka i Dypvåg i Tvedestrands kommun i Agder fylke i södra Norge. Kyrkan var ursprungligen en stenkyrka, troligen byggd på 1100-talet. Den fick en påbyggnad i trä på 1700-talet, då kyrkan utvidgades till en korskyrka där det medeltida skeppet utgör den ena korsarmen. Kyrkans interiör förändrades till viss del på 1800-talet, men fördes 1921 tillbaka till sitt ursprungliga utseende av Finn Kraft.
Till inventarierna hör en dopfunt av täljsten från 1100-talet och flera arbeten från 1770-talet av snickaren och träsnidaren Ole Nielsen Weierholt.